# ㄸ
ㄸは、ハングルを構成する子音字母のひとつ。ㄷを重ねて作った合成字母。サンディグッ（쌍디귿、双디귿、二つのディグッ、韓国）もしくはトェンディウッ（된디읃、硬いディウッ、北朝鮮）と呼称される。硬音を表す。
『訓民正音』当時の濃音も含めた場合の配列順は、最初の「ㄱ」から6番目であった。

## 音声
舌端を歯茎に密着させて閉鎖を作り、一旦、空気の流れを完全に塞いだ後、一気に開放することによって作り出される歯茎破裂音の一種を表す。朝鮮語の破裂音には帯気するかそうでないか、喉頭緊張（テンス）を伴うかそうでないかによって三系統が存在する。この字母は喉頭緊張を伴う硬音を表しており、音素記号は/t'/などで表される。
初声では無声軟口蓋破裂音の硬音[t']で発音される*。
現代朝鮮語では、実際上、終声にこの字母を用いる単語がないため、終声に置かれることはない。ただし、歴史的な終声ㄸの用例は次のようなものがある。
- 1465年の「円覚経諺解」に、「欲(욕)의 어루아 아쳐ퟍ부믈 아리(知欲可厭)」の用例が見える。
- 1941年の権寧達の「朝鮮語文正体」には、「뜨ퟍ」の用例が見える。
- 北朝鮮の1948年の朝鮮語新綴字法では、ㄸの名称はㄸを直接「-ㅣ으-」の語形に当てはめてㄸを無理やり終声に置いた「띠으ퟍ」[띠읃]とされたが、現在ではこの名称は用いられない。

なお訓民正音によれば全濁であるため、理論上、終声に用いれば「入声」となるとされていた。
*国際音声字母には硬音を表す記号がないためここでは便宜上「'」を用いて表記した。

## 訓民正音
訓民正音初声体系では舌音の全濁に分類されており、訓民正音の世宗序では「ㄷ舌音如斗字初發聲 竝書如覃字初發聲」と規定されている。『訓民正音解例』制字解に全清を並書すると全濁となるとある。ここでいう全濁は濁音（有声音）ではなく、当時においても硬音であったと推測されている。しかし、訓民正音以後、近代に至るまでㄸが硬音の表記に使われることは多くなく、もっぱら漢字音の濁音表記に使われた。
硬音を表記するものとして正式に採用されたのは、1933年の朝鮮語綴字法統一案からである。サンディグッという名称もこのときにつけられた。

## ラテン文字転写
文化観光部2000年式、マッキューン＝ライシャワー式共にttと表記される。

## 文字コード
| 名称                        | 用途   | コード | HTML実体参照コード | 表示 |
| HANGUL LETTER SSANGDIGEUT   | 単体   | U+3138 | &#12600;           | ㄸ   |
| HANGUL CHOSEONG SSANGDIGEUT | 初声用 | U+1104 | &#4356;            | ᄄ   |
|                             | 終声用 |        |                    |      |